# Ястржембський Володимир Антонович
Володимир Антонович Ястржембський (1866, Олександрія, Херсонська губернія — після 1927) — професор кафедри міжнародного права Харківського університету.

## Життєпис
Народився у 1866 році в місті Олександрія, Херсонської губернії. Закінчив другу Харківську гімназію.
У 1886 році вступив до Харківського університету на філологічний факультет, але через два тижні перевівся на юридичний факультет. За прослуховування 8 семестрів отримав випускне свідоцтво, але Державний іспит здав тільки через рік у травні та вересні 1891 році. В університеті отримав премію професора Дмитра Каченовського за твір «Про право війни» і переклав разом з іншими студентами під редакцією професора Андрія Стоянова «Підручник з історії Римського права Карла Майнца».
У 1892 юридичний факультет клопотав про залишення його при Харківському університеті на кафедрі міжнародного права. Затвердження міністра народної освіти з'явилося майже через півтора року. з 1 січня 1894 залишений при університет на два роки. У квітні 1895 року після складення магістерського іспиту, прийнятий до числа приват-доцентів Харківського університету, при чому факультет клопотав про доручення Ястржембському читання обов'язкового курсу міжнародного права на 1885–1886 рр. Але міністр народної освіти доручив викладання зазначеного курсу приват-доценту Михайлу Догелю, що має ступінь магістра.
У 1895–1896 рр. Володимир Ястржембський читав паралельний обов'язковий курс міжнародного права. У першому півріччі 1896–1897 рр. Ястржембський читав приватний курс: «Історія міжнародно зносин». З січня 1897 по січень 1899 рр. — був у відрядженні закордоном. Після повернення, в зв'язку з переходом професора міжнародного права барона Михайла Таубе з Харкова до Петербургу, запрошений юридичним факультетом викладати обов'язковий курс міжнародного права. Але в той же час на кафедру міжнародного права в Харків Міністерство народної освіти призначило приват-доцента Московського університету Володимира Уляницького. Ястржембський читав в цьому та наступному академічному році паралельний обов'язковий курс міжнародного права.
У червні 1901 року Уляницький був переведений міністром народної просвіти на кафедру міжнародного права в Томський університет, і Ястржембський з цього часу за дорученням юридичного факультету читає обов'язковий курс міжнародного права.
У 1905 році захищає в Києві магістерську дисертацію, і після чого стає професором кафедри міжнародного права.
Після приходу до влади більшовиків продовжував викладання міжнародного права в Харкові до 1926 року.

## Наукові праці
- «О капитуляциях в Оттоманской империи» (Харків, 1905)
- Написав ряд нарисів про життя і діяльність представників кафедри міжнародного права Харківського університету: Орнатського, Д. І. Каченовського, Даневського, Догеля, Таубе, Уляницького («Юр. фак. Харьк. ун.». С.240-264) і окремо Каченовського («Памяти Д. И. Каченовского». Харьков, 1903. С.1-20);
- Відгук про працю Догеля (ЖМНПр, 1895. N 3. С.161-175).
- Ястржембский В. Лига Наций // Вестник советской юстиции. — 1924. — № 16. — С. 495–498.[2]